# Edmund Weber (Theologe)
Edmund Weber (* 1939 in Marburg) ist emeritierter Professor für Religionswissenschaft und Religionstheologie an der Goethe-Universität in Frankfurt. 

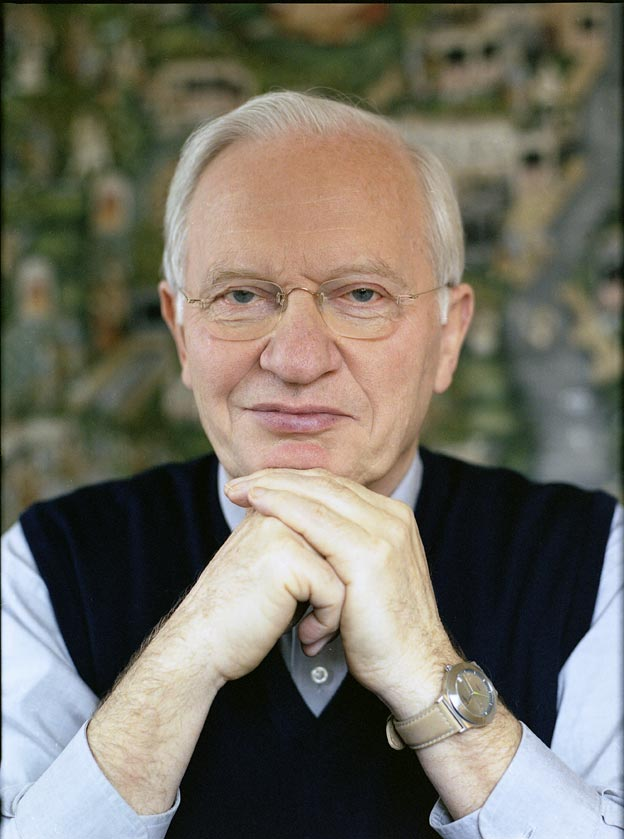
Edmund Weber (2010)

## Leben
Edmund Weber studierte Religionsgeschichte, Evangelische Theologie und Philosophie in Marburg (u. a. bei Friedrich Heiler, Ernst Benz und Wolfgang Philipp), Tübingen (u. a. bei Ernst Bloch, Helmuth von Glasenapp, Paul Thieme, Ulrich Mann) und Münster (u. a. bei Trutz Rendtorff) und legte 1966 sein erstes theologisches Examen in Düsseldorf ab. Seine Pfarramtsausbildung erhielt er ab 1967 in Frankfurt und schloss sie 1969 mit dem zweiten theologischen Examen ab. Im selben Jahr wurde er von der Philipps-Universität Marburg mit einer Dissertation über Johann Arndts Vier Bücher vom wahren Christentum zum Dr. theol. (s.c.l.) promoviert (Erstgutachter Wolfgang Philipp) und mit einem Universitätspreis ausgezeichnet. Zeitgleich studierte er bis 1970 an dieser Universität Soziologie (u. a. bei Thomas Luckmann). Nach der 1969 erfolgten Zuerkennung der Anstellungsfähigkeit als Pfarrer der Ev. Kirche in Hessen und Nassau wurde er ordiniert und erhielt einen kirchlichen Forschungsauftrag für religiöse Sozialisation. 1970 erhielt er die Stelle eines Wissenschaftlichen Assistenten am Seminar für Evangelische Theologie der Goethe-Universität und 1971 die Lehrbefugnis für religiöse Sozialisation. 1972 wurde er zum Professor für Evangelische Theologie am neu gegründeten Fachbereich Religionswissenschaften berufen. 1980 übernahm er die Leitung des Instituts für Wissenschaftliche Irenik. Seit 1988 gehört er dem neu gegründeten Fachbereich Evangelische Theologie an, an dem er Religionswissenschaft und Historische Theologie lehrte. Nach seiner Emeritierung im Jahre 2005 ist er weiterhin in der Lehre tätig.

## Akademische Tätigkeit
Webers besondere akademische Interessen gelten dem interreligiösen und interkulturellen Diskurs mit Hinduismus, Buddhismus und Islam sowie den religiösen alternativen Bewegungen (u. a. den neuen religiösen Bewegungen und den Ketzerbewegungen im Mittelalter) in Geschichte und Gegenwart und der Probleme der Religionen in der modernen Gesellschaft. Seine an der Theologie Martin Luthers orientierte theologische Ausrichtung schuf dafür die geistige Grundlage. Um den theoretischen Diskurs praktisch werden zu lassen, unternahm er ausgedehnte Studienreisen u. a. nach Russland, Indien, Nepal, Indonesien, Ägypten und in die Türkei. Daraus ergaben sich vielfältige akademische Kontakte und reger akademischer Austausch. U. a. seien nur die Deutsch-Türkischen Symposien in Frankfurt und Izmir, die sog. Nilseminare mit muslimischen und christlichen Theologen in Ägypten, die Symposien und Vorträge an der Jawaharlal Nehru University in Delhi, an der Universität von Nagpur, den Central Institute of Buddhist Studies in Leh (Ladakh), die Gastprofessur an der Panjab University in Patiala, die Vorträge an Institute of Higher Buddhist Studies in Sarnath, Indien, die Tagungen an der Universitas Hindu Indonesia und der Staatlichen Institut für Hindu Studien in Denpasar und Vorträge an der islamischen Universität in Yogyakarta, Indonesien, und die Charity Symposien und Vorträge an der Universität und der School for Philosophy and Religion in St. Petersburg genannt. Um Studium und Forschung der vergleichenden Religionswissenschaft einen festen Platz an der Universität zu geben, betrieb er aktiv die Gründung des Magisterstudiengangs ›Religionswissenschaft und Religionsgeschichte‹, der im Jahre 1994 eingerichtet wurde. Von ihm ging die Initiative zur Einrichtung der ersten Stiftungsprofessur Islamische Religion im Jahre 2003 aus. In seinen zahlreichen kirchenhistorischen und religionswissenschaftlichen Veröffentlichungen befasste sich Edmund Weber vornehmlich mit religionsvergleichenden und religionstheoretischen Fragen. Das gilt insbesondere für den Diskurs mit dem Islam, die vergleichende Forschung zur Diakonie der Religionen, der interreligiösen Gnadentheologie sowie der Frage des Verhältnisses von evolutionsbedingter Religion und Kultur.
Weber ist Herausgeber der wissenschaftlichen Schriftenreihe THEION – Studien zur Religionskultur und des Journal of Religious Culture.

## Edmund Webers Religionsauffassung
Nach der hoch abstrakten Religionsauffassung Edmund Webers soll unter Religion im eigentlichen Sinne die Auseinandersetzung des menschlichen Bewusstseins mit der dialektischen Beziehung von Grund der Existenz, traditionell „das Heilige“ genannt und Gestaltung der Existenz (Kulturproduktion) verstanden werden.
Das menschliche Bewusstsein ist in seinem Kern unbestimmbar, aber nicht unbestimmt. Denn aus seinem unbestimmbaren und daher freien Grund, aus dem Ganz-anders-sein-Können und Nicht-unbedingt-so-sein-Müssen, traditionell das Heilige genannt, bestimmt es sich je und je in seiner konkreten Existenzgestaltung, in der Kultur. Da diese ein Produkt des letztlich in seinen Inhalten unbestimmbaren Bewusstseins ist, kann sie umgestaltet oder aufgelöst werden, so dass neue Gestaltungen der Existenz Raum gewinnen können. Es ist diese kreative Negativität, welche die Dynamik der Beziehung von Grund und Gestaltung der Existenz ausmacht.
Die Artikulation des inneren Auseinandersetzungsprozesses (d. h. der Religion) ist die Religionskultur. Sie macht die Welt der Religionen aus, indem sie mit den Mitteln der Existenzgestaltung, der Kultur, das jeweilige Resultat des inneren Prozesses vergegenständlicht.
Weber macht also einen deutlichen Unterschied zwischen Religion und Religionskulturen.
Webers religionsvergleichender Ansatz besteht also in dem Aufzeigen, zum einen, wie sich authentische Religion in ihren Gestaltungsprozessen in unterschiedliche religionskulturelle Erscheinungen niederschlägt und, zum anderen, wie sich die daraus resultierende dialektische Spannung zwischen Grund und Gestaltungen der Existenz auflösen kann.

## Schriften (Auswahl)
- Johann Arndts Vier Bücher vom Wahren Christentum als Beitrag zur protestantischen Irenik des 17.Jahrhunderts. Eine quellenkritische Untersuchung (= Studia Irenica 2). Marburg 1969; 3. Aufl. Hildesheim 1978.
- (als Hrsg.) Christentum zwischen Volkskirche und Ketzerei. Frankfurt am Main 1985.
- (als Hrsg.) Krishna im Westen. Frankfurt am Main 1985.
- Hindu India. Another approach to its multiflorous religious culture. Frankfurt am Main 2006.
- Hrsg. mit Thea Mohr: Universelle Kultur des Helfens im Hinduismus, Buddhismus, Islam, Judentum und in den Naturwissenschaften. Frankfurt am Main 2006
- Hrsg. mit Hüseyin Kurt: Die Zukunft der Muslime in Deutschland. Frankfurt am Main 2009
- Religion und Religionskultur. Gesammelte Aufsätze. Frankfurt am Main 2013